# Династес Мая

Династес Мая (лат. Dynastes maya (Hardy, 2003) — жук з родини Пластинчастовусих.

## Поширення
Мексика, Гватемала, Гондурас.
Існує гіпотеза, що даний вид може бути перехідною формою між північними видами роду (Dynastes tityus, Dynastes granti, Dynastes hyllus), що поширені у сухому кліматі та південними (Dynastes hercules, Dynastes neptunus, Dynastes satanas), які мешкають у вологому кліматі.

## Опис
Dynastes maya морфологічно подібний з Жуком-Геркулесом та Dynastes hyllus. Довжина самця — 50 — 90 мм; самки — 40 — 50 мм. Забарвлення передньоспинки і голови самців — чорне або чорне з зеленуватим відливом. Іноду передньоспинка самців з червонувато—коричневим відтінком. Надкрила жовті з оливково-зеленим відтінком. Самці з міцним, товстим, відносно недовгим рогом на голові. Передньоспинка з одним відносно довгим рогом і 4 окремими короткими зубцями.

## Біологія
Біологія виду не досліджена, місцеперебування невідомі, личинка не описана.